# Draba winterbottomii
Draba winterbottomii är en korsblommig växtart som först beskrevs av Joseph Dalton Hooker och Thomas Thomson, och fick sitt nu gällande namn av Richard Richardowitsch Pohle. Draba winterbottomii ingår i släktet drabor, och familjen korsblommiga växter. Inga underarter finns listade i Catalogue of Life.